# Царёв, Алексей Фёдорович
Алексей Фёдорович Царёв (17 марта 1883 — 2 сентября 1970) — русский и советский государственный и общественный деятель. Почётный гражданин Одессы и Тирасполя.

## Биография
В 1905 году Царёв принял участие в восстании на броненосце «Потёмкин». В 1965 году в ознаменование 60-летия со дня восстания и заслуги по руководству восстанием наряду с Иваном Лычевым и Илларионом Шестидесятым зачислен почётным гражданином города Одессы.
В 1928 году Алексей Царёв был назначен директором Тираспольского механического завода имени С. М. Кирова, затем народным комиссаром лёгкой промышленности и председателем Совнархоза МАССР. Во время Великой Отечественной войны, несмотря на пожилой возраст, принимал активное участие в эвакуации населения и техники, в тылу работал директором крупного предприятия в Северной Осетии. Награждён орденом Красной Звезды. После освобождения Молдавской ССР Царёв вернулся в Тирасполь, принимал участие в восстановлении деревообрабатывающего комбината и винно-коньячного завода. До самой смерти Царёв вёл активную общественную жизнь, регулярно встречался с молодёжью.
В 1968 году решением исполнительного комитета Тираспольского городского Совета трудящихся Царёву присвоено Звание «Почётный гражданин города Тирасполь». Его именем названы улицы в Тирасполе, Одессе, Рузаевке. В Тирасполе на Днестре регулярно организовывались памятные регаты в честь Царёва. На доме, где провёл последние годы Алексей Царёв, на бульваре Гагарина, установлена мемориальная табличка.